# Зоряний крейсер: Мазепа
«Зоряний крейсер: Мазепа» — український комікс авторства Олекси Мельника, та з малюнком від художниці Тетяна Приймич. Описує космічну історію з елементами фантастики про майбутнє.
Комікс запланований до публікації видавництвом «UA Comix».

## Синопсис
|                  | Хоч у назві є Мазепа, але у самому комікс козаків не буде. Вони у цьому всесвіті й існували, у сивій давнині, але у коміксі не фігуруватимуть. |
| — Олекса Мельник | |

Дії відбуваються у майбутньому космосі, та за межами нашої галактики.

## Сюжет
Персонажі
- Лана Джміль — інженерка на борту бойового корабля «Мазепа».
- Нодар Безрідний — пілот «Стрибуна», матеївського ключа галицької дивізії «Позаземного війська Руси-України» (див також. Україна-Русь).

Предмети
- «Мазепа» — один з трьох зоряних крейсерів України. Який брав участь у війні, та з усіх крейсерів об'єднаного позаземного війська Мазепа залишився останнім.
- «Стрибун» — наземний летючий корабель.

## Історія

### Розробка
Комікс є авторським, адже його ідея та сценарій повністю належить його сценаристу — Олекса Мельник. Ідея коміксу, його історії, з'явилася під враженням від серіалу Зоряний крейсер «Галактика», який Олекса дивився у 2011 році. Спочатку автор писав її як роман, про вигляд багатьох речей він навіть не замислювався, писав емоції. Коли він вирішив спробувати реалізувати цю історію як комікс він не мав великої кількості критики від знайомих, що його трішки бентежило. Сценарій до коміксу автор писав в американському форматі. У 2020 році Олекса домовився з видавництвом «UA Comix» про публікацію коміксу основаного на своїх ідеях. «UA Comix» знайшли художницю коміксу, яка раніше вже працювала з цим видавництвом [Захисник вогню (2019), Захисник корони (2020)] — Тетяна Приймич. Тетяна Приймич раніше працювала лише з фентезі тематикою, проте їй дуже до вподоби саме наукова фантастика, тож вона була дуже рада приєднатися до створення цього проєкту. Тоді художниця створила декілька тестових сторінок за наявним сценарієм/описом, які були відправленні автору коміксу, який схвалив малюнок та художницю.

### Анонс
Комікс було анонсовано 3 травня 2020 року, на онлайн-трансляції від спілки «Третя паралель». На трансляції були присутні автори коміксу та причетні до нього люди, разом з людьми зі спілки «Третя паралель».

## Випуск
На разі, дата публікації або старту передзамовлення коміксу невідома.